# Harzer Klostersommer
Der Harzer Klostersommer ist der seit 2008 bestehende Verbund von jährlich in den Sommermonaten zwischen Juni und September stattfindenden Kulturveranstaltungen, insbesondere Festen und Märkten, in sechs ausgewählten früheren Klöstern der Harzregion. 
In dieser Zeit sind diese Klöster auch in das System zum Erwerb von Sonderstempeln der Harzer Wandernadel einbezogen, zumal der Harzer Klosterwanderweg einen Teil der Klöster miteinander verbindet.

## Teilnehmende Klosteranlagen
- Kloster Brunshausen
- Kloster St. Burchardi
- Kloster Drübeck
- Kloster Michaelstein
- Kloster Walkenried
- Kloster Wöltingerode